# Frank monakijski
Frank monakijski – dawna waluta księstwa Monako, zastąpiona w 2002 roku przez euro.
1 frank dzielił się na 100 centymów. Monako jako jedyne państwo niemal nigdy nie emitowało ani nie używało banknotów. W okresie międzywojennym w obiegu wyjątkowo pojawiały się banknoty, jednak w małych nominałach.